# 강원특별자치도기
강원특별자치도기는 대한민국 강원특별자치도를 상징하는 기이다. 현재 사용되고 있는 기는 2023년 6월 9일에 채택되어 강원도가 강원특별자치도로 개편된 2023년 6월 11일에 시행되었다.

## 디자인
하얀색 바탕 가운데에 강원특별자치도의 공식 로고가 그려져 있다. 강원특별자치도의 공식 로고는 "강원특별자치도"라는 글자를 바탕으로 하여 제작되었는데 상승을 모티브로 한 디자인이 특징이다. 전체적으로는 강원특별자치도가 능동적이고 역동적인 모습을 가지고 미래 산업을 대표하는 글로벌 도시로 나아가는 모습, 진취적인 태도를 가지고 성장하는 모습을 나타낸다. 특히 '강'자를 형성하는 자음 ㄱ자, '원'자를 형성하는 모음 ㅜ자를 훈민정음과 한글 초성의 첫 글자인 ㄱ자처럼 표현한 디자인은 강원특별자치도가 대한민국의 새로운 역사가 시작되는 곳, 새로운 출발을 알리는 곳임을 나타낸다.

### 색상
| 색상    | 하양        | 빨강 (강원 레드, Gangwon Red) | 회색 (강원 그레이, Gangwon Grey) |
| ------- | ----------- | ----------------------------- | -------------------------------- |
| CMYK    | 0–0–0–0     | 0–100–77–14                   | 9–5–0–57                         |
| RGB     | 255–255–255 | 220–0–50                      | 100–105–110                      |
| 웹 색상 | #FFFFFF     | #DC0032                       | #64696E                          |

## 과거의 기

### 제1대 기 (1962년 ~ 1997년)

강원도기 (1962년 10월 20일 ~ 1997년 7월 7일)

1962년 10월 20일부터 1997년 7월 7일까지 사용된 강원도기는 하얀색과 파란색 가로 줄무늬로 구성된 기인데 하얀색 가로 줄무늬 가운데에는 20개의 햇살을 가진 빨간색 태양 문양이 그려져 있고 파란색 가로 줄무늬 가운데에는 3개의 하얀색 봉우리 문양이 그려져 있다.
하얀색은 순박함, 신성함, 소박함을 나타내고 파란색은 강원도가 가진 오랜 역사, 평온하고 잔잔함을 가진 강원도민의 이미지, 동해의 물결을 나타낸다. 태양 문양은 밝아오는 동해의 새 아침, 미래의 무궁한 발전을 약속하는 밝아오는 강원도를 나타내고 봉우리 문양은 강원도의 산악 지대, 풍부한 지하 자원을 보유한 대한민국의 보고를 나타낸다.
| 색상    | 하양        | 파랑       | 빨강       |
| ------- | ----------- | ---------- | ---------- |
| CMYK    | 0–0–0–0     | 87–54–0–10 | 0–71–91–19 |
| RGB     | 255–255–255 | 30–106–230 | 207–59–19  |
| 웹 색상 | #FFFFFF     | #1E6AE6    | #CF3B13    |

### 제2대 기 (1997년 ~ 2023년)

강원도기 (1997년 7월 8일 ~ 2023년 6월 10일)

1997년 7월 8일부터 2023년 6월 10일까지 사용된 강원도기는 하얀색 바탕 가운데에 강원도의 로고가 그려져 있는 기이다. 로고 하단에는 파란색 타원 문양이 그려져 있고 상단에는 왼쪽에서 오른쪽으로 노란색 직각삼각형, 하얀색 나뭇잎, 초록색 직각삼각형 문양이 그려져 있다.
파란색 타원 문양은 안정된 마음을 가진 고향인 대지를, 노란색 직각삼각형 문양은 강원도의 유구한 역사를 가진 자연 환경을, 초록색 직각삼각형 문양은 강원도의 깨끗하고 수려한 자연 환경을 나타낸다. 노란색과 초록색 직각삼각형 문양이 안정된 사각형 모양을 만들고 있는 형상은 자연과 문화의 조화를 나타낸다. 하얀색 나뭇잎 문양은 새로운 도약을 약속하는 강원도민의 마음이 하나로 모여 희망찬 미래를 향하여 도약하고 발전하는 강원도를 나타낸다. 전체적으로는 생동감 있게 발전하는 풍요로운 강원도를 나타낸다.
| 색상    | 하양        | 파랑        | 초록        | 노랑       |
| ------- | ----------- | ----------- | ----------- | ---------- |
| CMYK    | 0–0–0–0     | 100–64–0–47 | 100–0–23–33 | 0–28–89–0  |
| RGB     | 255–255–255 | 0–49–135    | 0–171–132   | 255–184–28 |
| 웹 색상 | #FFFFFF     | #003087     | #00AB84     | #FFB81C    |

## 같이 보기
- 강원특별자치도의 상징

## 참고자료
- 자치법규정보시스템 - 강원특별자치도 상징물 관리 조례